# Parc naturel de Cabo de Gata-Níjar
Le parc naturel de Cabo de Gata-Níjar se situe dans la Province d'Almería, en Andalousie (Espagne).
Il occupe 49 512 ha de la partie occidentale du golfe d'Almería, dont 37 500 ha terrestres et 12 012 ha marins.
Il a été déclaré Parc naturel en 1987, soit le premier parc naturel maritime-terrestre du pays.
C'est probablement le seul espace de la côte méditerranéenne resté vierge en Espagne. De nombreuses espèces végétales xérophytes endémiques s'y rencontrent. Depuis peu, cet espace protégé est devenu un sanctuaire de la faune européenne.
Le terrain est composé essentiellement de roches sédimentaires (sables, etc.) venant des fonds marins, mais aussi de roches volcaniques se présentant de différentes façons, comme des colonnes et des bombes volcaniques.
En 1997, le parc est déclaré réserve de biosphère par l'UNESCO puis géoparc en 2015. Le 5 décembre 1989, une partie du parc, les Salinas del Cabo de Gata ont été déclarés site Ramsar.
Dans le parc naturel se trouve la localité de Rodalquilar et le Jardin Botanique de Albardinar.

## Description
C’est l’un des espaces naturels espagnols bénéficiant du plus grand nombre de mesures de protection, à la fois naturelles et culturelles. Ces inscriptions sont basées sur sa richesse géologique, écologique, historique, anthropologique et paysagère :
- C’est l’un des paysages les plus secs d’Europe, étant l’une des rares zones sub-désertiques européennes.
- C'est l’un des rares sites côtiers d’origine volcanique soumis à protection.
- Ses 63 km de côtes abritent des falaises rocheuses considérées parmi les mieux préservées de la côte méditerranéenne continentale et des fonds marins de la côte méditerranéenne espagnole.
- La faune et la flore du parc comprennent un grand groupe d’espèces particulièrement intéressantes en raison de leur endémisme ou de leur répartition géographique restreinte aux zones voisines, menacées d’extinction, essentielles au développement normal des écosystèmes ou constituant une ressource économique importante.
- Le catalogue de plantes est composé de plus de 1 000 espèces terrestres et 250 espèces marines, dont certaines de grande importance écologique telles que Posidonia oceanica. En ce qui concerne la faune, le parc possède une grande diversité d’invertébrés terrestres et marins. Parmi les premiers, vingt sont endémiques et parmi les seconds, la grande majorité des groupes taxonomiques décrits sont représentés.
- La situation géographique et les caractéristiques climatiques déterminent que les espèces marines coexistent dans la bande maritime protégée qui peuplent normalement les deux côtés de la frontière virtuelle des courants marins entre Cabo de Gata et l’Afrique du Nord, sans qu’une telle circonstance ne se produise dans aucun autre point de la planète.
- L’être humain, à travers l’histoire, a laissé un riche héritage permettant de suivre chronologiquement la façon de tirer parti des ressources, d’interagir avec la nature et de modeler le paysage.
- Ces activités, loin de modifier l’environnement, ont activement collaboré dans certains cas à la conservation et au maintien de l’équilibre écologique, l’exploitation du sel étant l’un des rares exemples d’harmonie entre les processus industriels et la protection de l’environnement.
- Le développement social et économique de la population est lié à la conservation de l’environnement, ce qui rend nécessaire de réglementer les actions menées dans la zone protégée.
- Le phare de Cabo de Gata et le récif de las Sirenas sont deux des icônes les plus représentatives de la province d’Almeria.

## Climat
Avec une température annuelle moyenne autour de 18 °C la région a un climat à la limite des climats tempérés et subtropicaux (l'isotherme moyen annuel de 18 °C fait office de limite). Ce climat est aussi semi-aride de type "Syrien"  ce qui signifie que la saison sèche a lieu pendant la saison chaude (6 mois les plus chauds de l'année). L'observatoire du Phare de Cabo de Gata (36°43'18.8 N, 2°11'34.69" O) a enregistré une moyenne annuelle des précipitations de 156 mm sur la période 1961-1990. C'est donc une des régions les plus arides de la péninsule Ibérique et plus largement d'Europe.

## Faune
Des dauphins séjournent couramment dans les eaux du parc.

## Cinéma
Au sud du parc naturel, quelques hectares du désert de Tabernas comprenaient de grandes dunes de sable, dont le cinéma s'est servi comme décor pour des scènes censées se dérouler dans le Sahara ou en Orient. Dans Lawrence d'Arabie (1962), ce désert de poche tient lieu de désert d'Arabie pour la scène de l'attaque du train ottoman, alors que le reste des scènes de désert ont été essentiellement filmées en Jordanie,. Dans La Folie des grandeurs (1971), la zone sert de cadre au camp des Barbaresques,. Ce paysage ensablé est bien moins impressionnant au début du XXIe siècle, le sable ayant désormais en grande partie disparu, soit en s'étant déplacé vers les plages proches par des phénomènes naturels, soit à cause de l'activité humaine, notamment son utilisation pour la construction des infrastructures touristiques de la région,.
Le Cortijo del Fraile et ses environs ont également servi de décor à plusieurs tournages, notamment Le Bon, la Brute et le Truand (1966) de Sergio Leone.

## Galerie

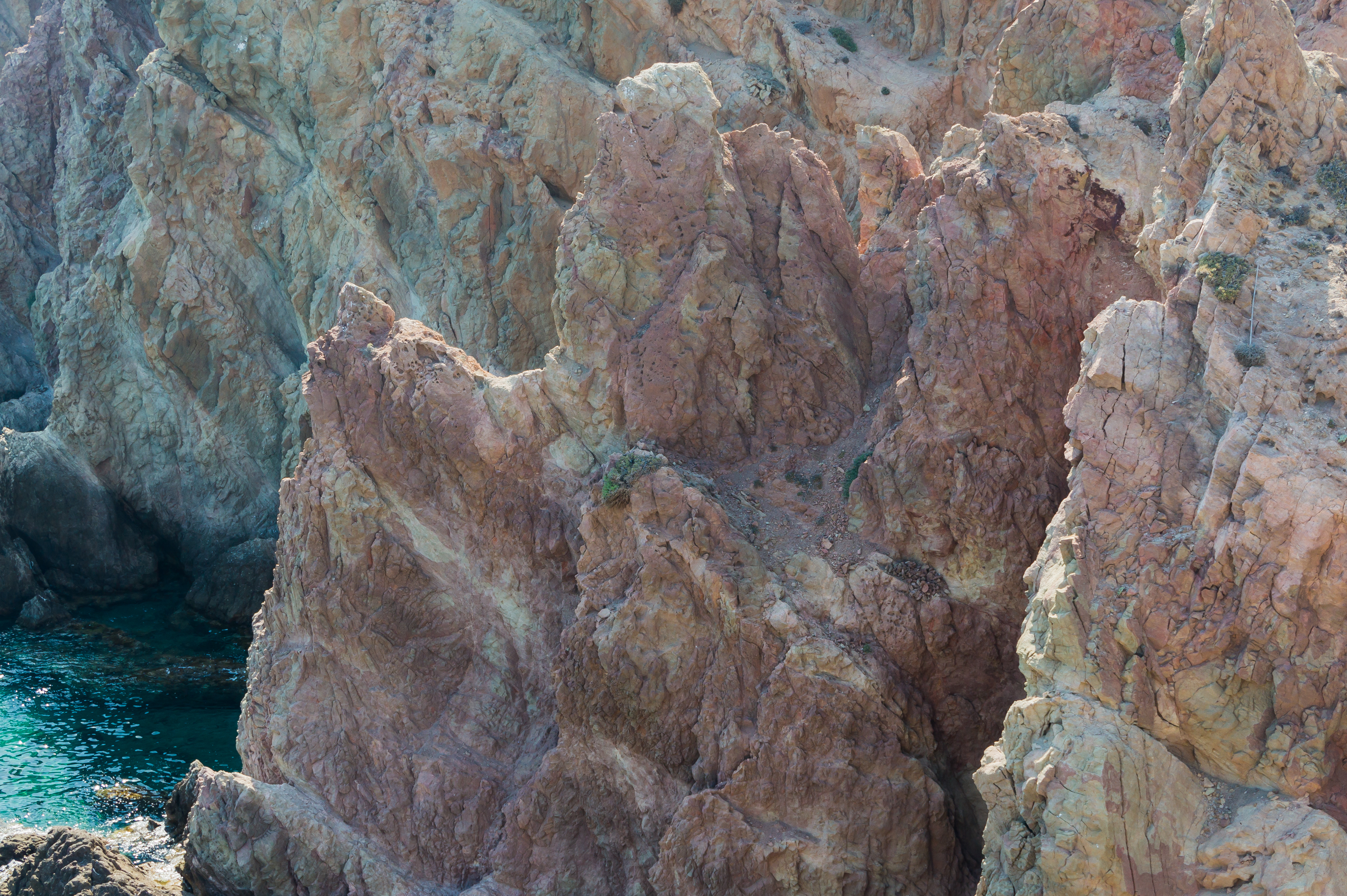
Rochers
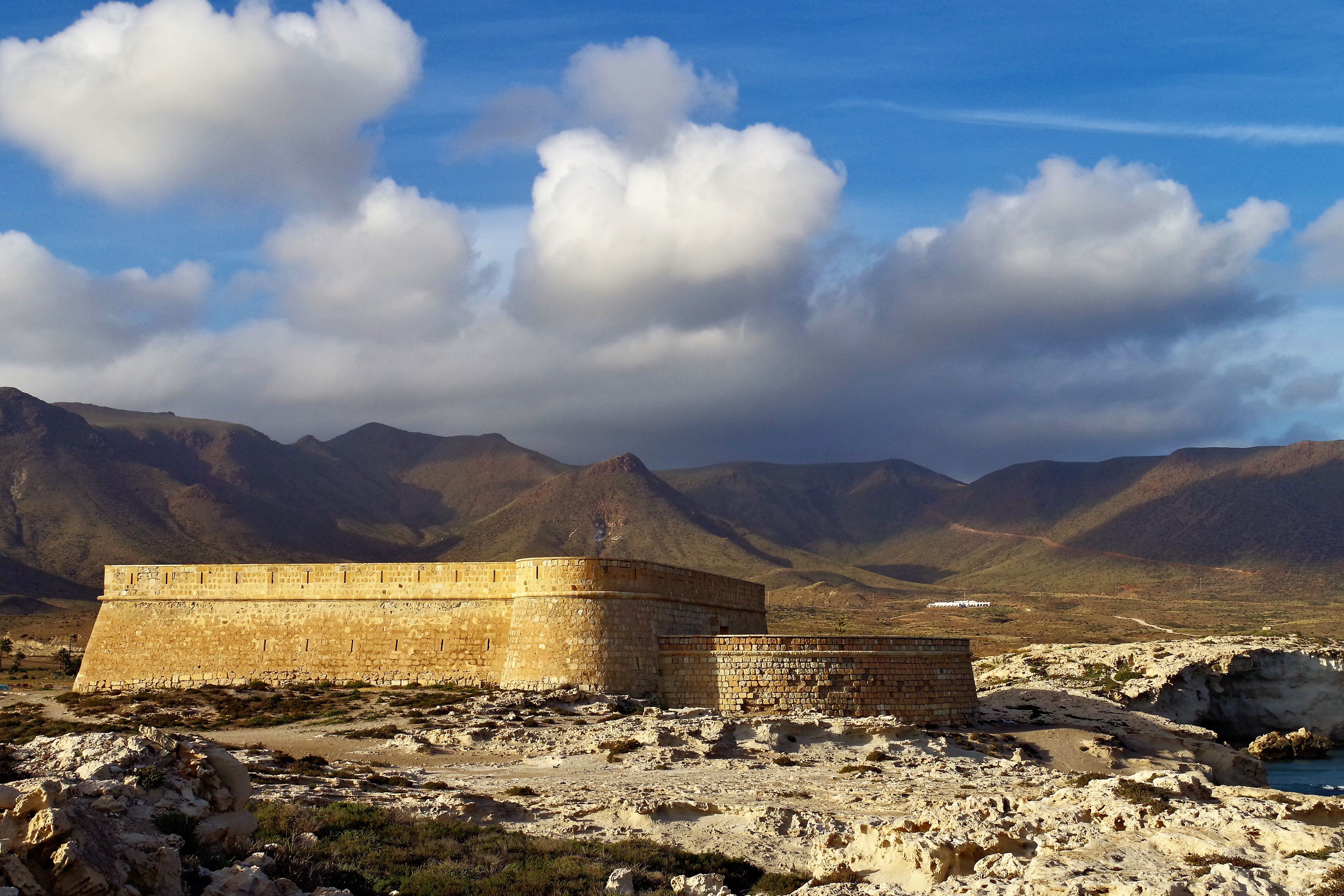
Castillo de San Felipe
Vue panoramique
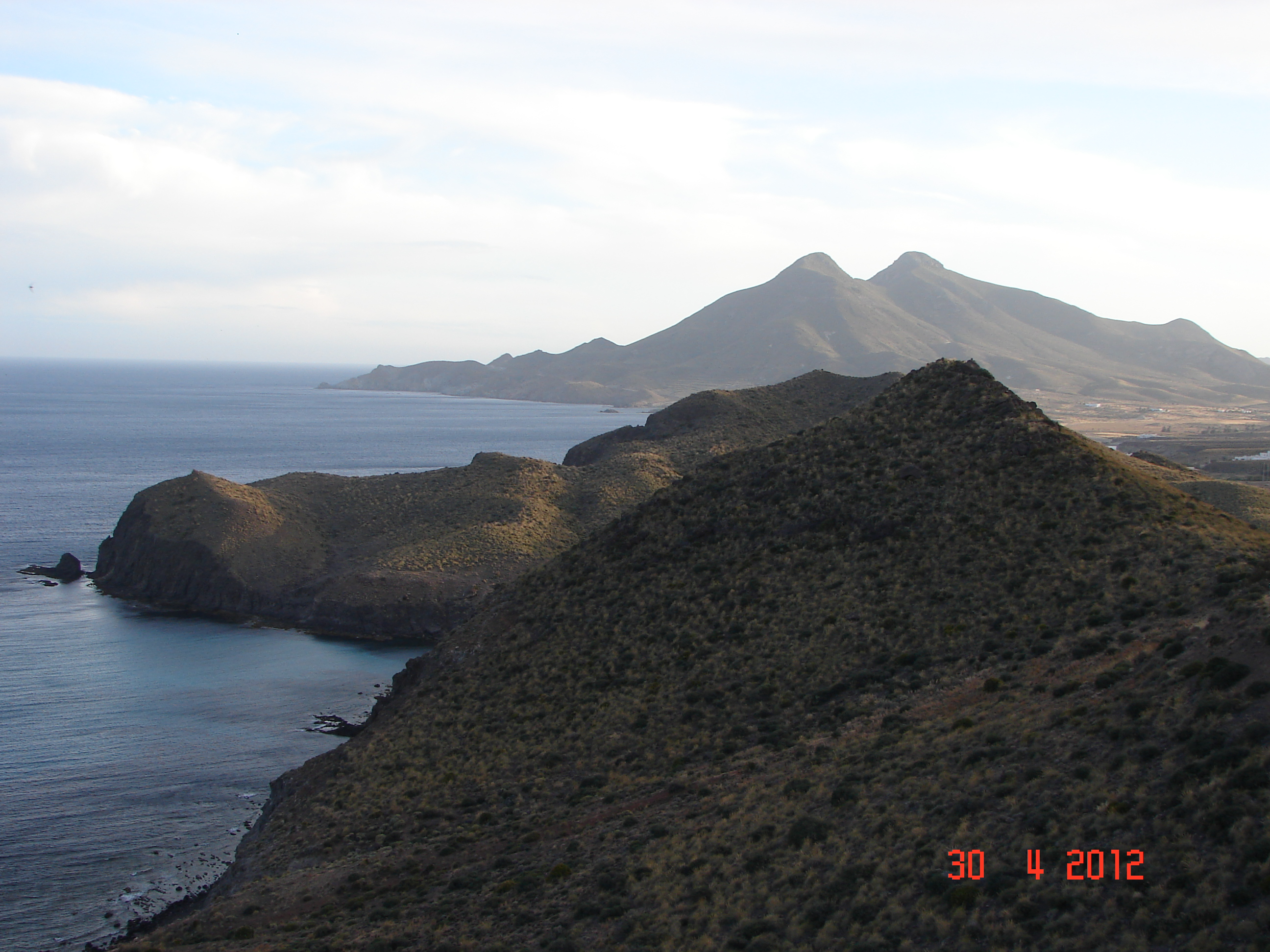
Les côtes
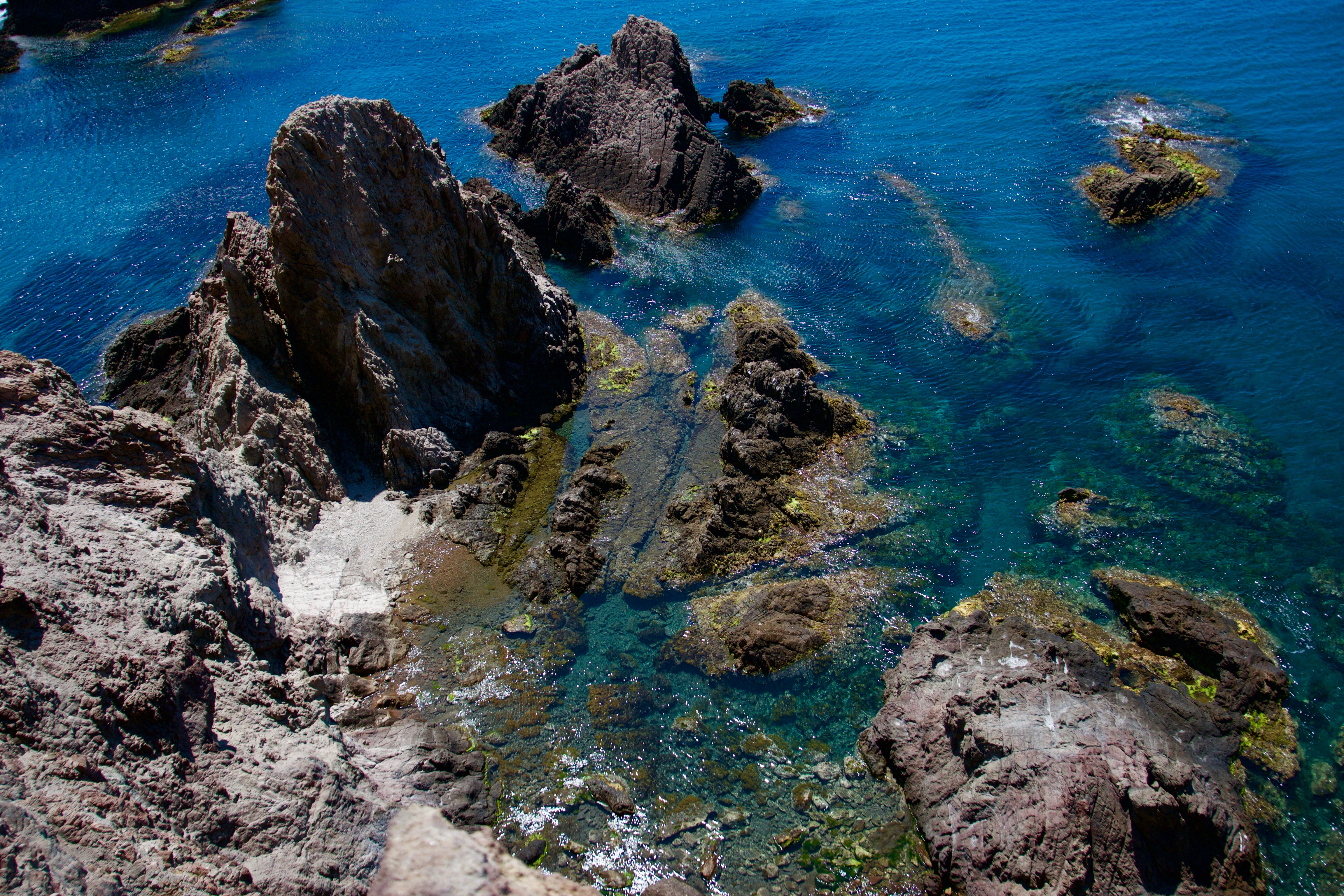
La mer

## Autres
- En 2010 le journal The New York Times a publié un reportage, définissant les plages du parc comme le paradis de l'Europe[10].
- En 2010 le parc naturel Cabo de Gata-Níjar a accueilli plus de 192 000 visiteurs[11].